# Diplectrona marginata
Diplectrona marginata är en nattsländeart som först beskrevs av Betten 1909.  Diplectrona marginata ingår i släktet Diplectrona och familjen ryssjenattsländor. Inga underarter finns listade i Catalogue of Life.